# Дискографія Backstreet Boys
Нижче представлена дискографія американського поп-гурту Backstreet Boys. Як і Led Zeppelin або Sade, Backstreet Boys є однією з трьох груп, перші 7 альбомів яких стартували в першій десятці хіт-параду альбомів у США. Починаючи з однойменного дебютного альбому 1996 року, група продала близько 130 мільйонів екземплярів своїх записів). 

## Альбоми

### Студійні альбоми
| рік випуску | інформація                                                                                          | продажі і рейтинг                                                                                                 |
| ----------- | --------------------------------------------------------------------------------------------------- | --- |
| 1996        | Backstreet Boys - первый студійний альбом - дата випуску: 6 травня 1996 - формат: CD                | - Світові продажі: 8 000 000+ - Європа: 3x платиновий - Канада: 10x платиновий                                    |
| 1997        | Backstreet's Back - другий студійний альбом - дата випуску: 30 серпня 1997 - формат: CD             | - Світові продажі: 11 000 000+ - Європа: 5x платиновий - Канада: 10x платиновий                                   |
| 1999        | Millennium - третій студійний альбом - дата випуску: 18 травня 1999 - формат: CD                    | - Світові продажі: 22 000 000+ - США: 13x платиновий - Європа: 2х платиновий (3.700 000) - Канада: 10x платиновий |
| 2000        | Black & Blue - четвертий студійний альбом - дата випуску: 21 листопада 2000 - формат: CD            | - Світові продажі:15 000 000+ - США: 8x платиновий - Європа: 2x платиновий - Канада: 5x платиновий                |
| 2005        | Never Gone - п'ятий студійний альбом - дата випуску: 14 червня 2005 - формат: CD, Digital download  | - Світові продажі: 3 000 000+ - США: платиновий - Японія: 2x платиновий - Канада: платиновий                      |
| 2007        | Unbreakable - шостий студійний альбом - дата випуску: 30 жовтня 2007 - формат: CD, Digital download | - Світові продажі: 1.200 000+ - Японія: платиновий - Канада: золотой                                              |
| 2009        | This Is Us - сьомий студійний альбом - дата випуску: 6 жовтня 2009 - формат: CD, Digital download   | - Світові продажі: 800 000 + - Японія: платиновий                                                                 |

### Збірники
| рік випуску | інформація | продажі і рейтинг                                                                            |
| ----------- | --- | -------------------------------------------------------------------------------------------- |
| 2001        | The Hits: Chapter One - збірник найкращих хітів - дата випуску: 30 жовтня 2001 - формат: CD                             | - Світові продажі: 7 000 000+ - США: платиновий - Європа: платиновий - Японія: 4x платиновий |
| 1997        | «Backstreet Boys (Американская версія)» - первый студійний альбом в США - дата випуску: 12 серпня 1997 - формат: CD     | - Продажи в США: 14 000 000+ - Рейтинг: 14x платиновий                                       |
| 2011        | NKOTBSB - сумісний збірник з гуртом New Kids on the Block - дата випуску: 24 травня 2011 - формат: CD, Digital download |                                                                                              |

## Сингли
| Рік       | Назва                               | Альбом                                   |
| --------- | ----------------------------------- | ---------------------------------------- |
| 1995      | We've got it goin' on               | Backstreet Boys/«Backstreet Boys (US)»   |
| 1996,1998 | I'll never break your heart         | Backstreet Boys/«Backstreet Boys (US)»   |
| 1996      | Get Down (You're the One for Me)    | Backstreet Boys/«Backstreet Boys (US)»   |
| 1996—1997 | Quit playin' games (with my heart)  | Backstreet Boys/«Backstreet Boys (US)»   |
| 1997      | Anywhere for you                    | Backstreet Boys/«Backstreet Boys (US)»   |
| 1997—1998 | Everybody (Backstreet's back)       | Backstreet's Back/«Backstreet Boys (US)» |
| 1997      | As long as you love me              | Backstreet's Back/«Backstreet Boys (US)» |
| 1998—1999 | All I have to give                  | Backstreet's Back/«Backstreet Boys (US)» |
| 1999      | I want it that way                  | Millennium                               |
| 1999      | Larger than life                    | Millennium                               |
| 2000      | Show me the meaning of being lonely | Millennium                               |
| 2000      | The One                             | Millennium                               |
| 2000      | Shape of my heart                   | Black & Blue                             |
| 2001      | The Call                            | Black & Blue                             |
| 2001      | More than that                      | Black & Blue                             |
| 2001—2002 | Drowning                            | The Hits: Chapter One                    |
| 2005      | Incomplete                          | Never Gone                               |
| 2005      | Just want you to know               | Never Gone                               |
| 2005      | Crawling back to you                | Never Gone                               |
| 2005      | I still                             | Never Gone                               |
| 2007      | Inconsolable                        | Unbreakable                              |
| 2007      | Helpless when she smiles            | Unbreakable                              |
| 2009      | Straight through my heart           | This Is Us                               |
| 2009      | Bigger                              | This Is Us                               |
| 2011      | Don't Turn Out the Lights           | NKOTBSB                                  |

## Відео
- 1998 The Video
- 1998 Live in Concert
- 1998 All Access Video
- 1998 A Night Out With the Backstreet Boys
- 1999 Homecoming — Live in Orlando
- 2001 Around the World
- 2001 The Video Hits - Chapter One
- 2005 Never Gone:The Videos
- 2010 This Is Us Tour:Live In Japan Bodokan Arena

## Відеокліпи
| Рік  | Назва                               | Режисер                      |
| ---- | ----------------------------------- | ---------------------------- |
| 1995 | We've got it goin' on               | Лайонел Мартін               |
| 1995 | I'll never break your heart         | Лайонел Мартін               |
| 1996 | Get down (you're the one for me)    | Алан Калзатті                |
| 1996 | Quit playing games (with my heart)  | Кай Шер                      |
| 1997 | Anywhere for you                    | Лайонел Мартін               |
| 1997 | Everybody (Backstreet's back)       | Джозеф Кан                   |
| 1997 | As long as you love me              | Найджел Дік                  |
| 1998 | All I have to give                  | Найджел Дик                  |
| 1999 | I want it that way                  | Вейн Ішем                    |
| 1999 | Larger than life                    | Джозеф Кан                   |
| 1999 | Show me the meaning of being lonely | Стюарт Гослінг               |
| 2000 | The one                             | Кріс Хефнер, Кевін Річардсон |
| 2000 | Shape of my heart                   | Меттью Ролстон               |
| 2001 | The call                            | Френсіс Лоуренс              |
| 2001 | More than that                      | Маркус Ребой                 |
| 2001 | Drowning                            | Найджел Дік                  |
| 2005 | Incomplete                          | Джозеф Кан                   |
| 2005 | Just want you to know               | Марк Клесфілд                |
| 2005 | I still                             | Метт МакДерміт               |
| 2007 | Inconsolable                        | Рей Кей                      |
| 2007 | Helpless when she smiles            | Бернард Горлі                |
| 2009 | Straight through my heart           | Каи Реган                    |
| 2009 | Bigger                              | Френк Борін                  |